# Comuna Kalînivka, Brovarî
Kalînivka (în ucraineană Калинівка) este o comună în raionul Brovarî, regiunea Kiev, Ucraina, formată din satele Dîmîtrove, Kalînivka (reședința), Peremoha și Skîbîn.

## Demografie
Componența lingvistică a comunei Kalînivka
     Ucraineană (94,69%)
     Rusă (4,9%)
     Alte limbi (0,17%)
Conform recensământului din 2001, majoritatea populației comunei Kalînivka era vorbitoare de ucraineană (94,69%), existând în minoritate și vorbitori de rusă (4,9%).